# Magnus Hirschfeld

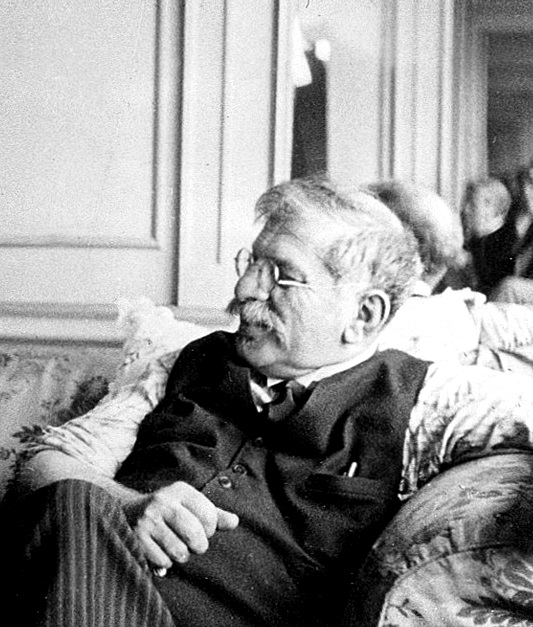
Magnus Hirschfeld, 1929

Magnus Hirschfeld (* 14. Mai 1868 in Kolberg, Preußen; † 14. Mai 1935 in Nizza, Frankreich) war ein deutscher Arzt und Sexualwissenschaftler.

## Leben

### Frühe Jahre
Magnus Hirschfeld stammte aus einer jüdischen Familie und war der Sohn des Kolberger Arztes Hermann Hirschfeld (1825–1885), der für seine Verdienste im Sanitätsdienst während des Deutsch-Französischen Krieges zum Sanitätsrat ernannt wurde. Eine seiner älteren Schwestern war die Schriftstellerin Franziska Mann.
Zum Wintersemester 1887/1888 studierte Magnus Hirschfeld zunächst in Breslau Sprachwissenschaften (Philologie), dann Medizin in Straßburg, München, Heidelberg und Berlin, wo er 1892 zum Doktor der Medizin promoviert wurde. In Heidelberg war er Mitgründer der Badenia Heidelberg, die als freie und schlagende Vereinigung 1896 eine der Gründungsverbindungen des Kartell-Conventes der Verbindungen deutscher Studenten jüdischen Glaubens war. Danach eröffnete er in Magdeburg zunächst eine naturheilkundliche und allgemeinmedizinische Arztpraxis; zwei Jahre später zog er ins damals noch eigenständige Charlottenburg bei Berlin.
Am 15. Mai 1897 gründete er in seiner Charlottenburger Wohnung in der Berliner Straße 104 (heute Otto-Suhr-Allee 127) mit dem Verleger Max Spohr, dem Juristen Eduard Oberg und dem Kolonialschriftsteller Franz Joseph von Bülow das Wissenschaftlich-humanitäre Komitee (WhK), zu dessen Vorsitzendem er gewählt wurde. Das Komitee war die weltweit erste Organisation, die sich zum Ziel gesetzt hat, sexuelle Handlungen zwischen Männern zu entkriminalisieren. Eine Petition an den Reichstag, den berüchtigten Paragraphen 175 aus dem Strafgesetzbuch zu streichen, wurde zwar dort verhandelt, scheiterte aber.
Von 1899 bis 1923 gab Hirschfeld 23 Jahrgänge der Zeitschrift Jahrbuch für sexuelle Zwischenstufen heraus.
Für seine Untersuchungen führte er 1904 unter Studenten und Metallarbeitern eine stichprobenartige Umfrage zur sexuellen Orientierung durch und kam zu dem Ergebnis, dass der Anteil der Homosexuellen ca. 1,5 % und der Bisexuellen ca. 3,9 % war. Nachdem ihn einige befragte Studenten angezeigt hatten, wurde er am 7. Mai 1904 wegen Beleidigung verurteilt. Die Münchner Zweigstelle des WhK kritisierte in ihrer Versammlung am 22. Januar 1904 Hirschfelds Vorgehen bei der Studentenbefragung und distanzierte sich von Hirschfeld aufgrund der Strafanzeigen in der Versammlung vom 22. April 1904.
1908 gründete er die Zeitschrift für Sexualwissenschaft, deren Herausgabe er im gleichen Jahr wieder einstellen musste. Die Zeitschrift, die erstmals den Titel Sexualwissenschaft führte, erschien im Leipziger Verlag Georg H. Wigand. Redaktionelle Unterstützung leistete Friedrich Salomon Krauss.
Besondere öffentliche Aufmerksamkeit erfuhr in den Jahren 1907 bis 1909 Hirschfelds umstrittene Tätigkeit als Gerichtsgutachter für sexualkundliche Fragen im Rahmen der Harden-Eulenburg-Affäre; auch im Mordfall Mattonet, wo es um die Erpressung und den Tod eines Homosexuellen ging, sagte Hirschfeld als Sachverständiger aus. Der Coupletdichter Otto Reutter karikierte das analytische Vorgehen des Gutachters und die in Adel und Offizierskorps grassierende Homophobie 1908 in seinem Hirschfeldlied, das bereits auf Schallplatten weite Verbreitung erfuhr und den Bekanntheitsgrad Hirschfelds zusätzlich steigerte. Es ist die erste Schallplattenaufnahme, die in direktem Zusammenhang mit Homosexualität steht.
1910 veröffentlichte Hirschfeld seine bedeutende Forschungsarbeit Die Transvestiten: Eine Untersuchung über den erotischen Verkleidungstrieb und prägte damit für Personen, die Kleidung des anderen Geschlechts tragen, den Begriff Transvestit. Von dem Namen leitete sich die in der Folge ausgestellte amtliche Transvestitenbescheinigung ab. 1910 war Frank Scholten sein Gast.

### 1914–1933

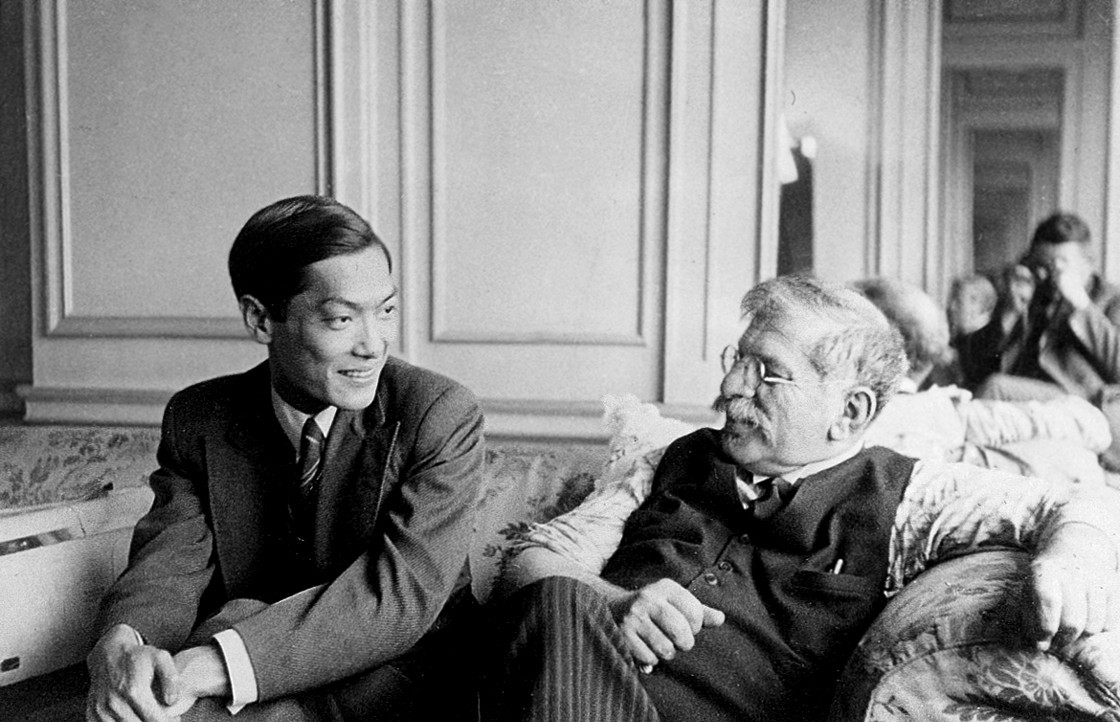
Hirschfeld mit dem chinesischen Arzt Li Shiu Tong, der sein langjähriger Begleiter und auch Liebhaber war

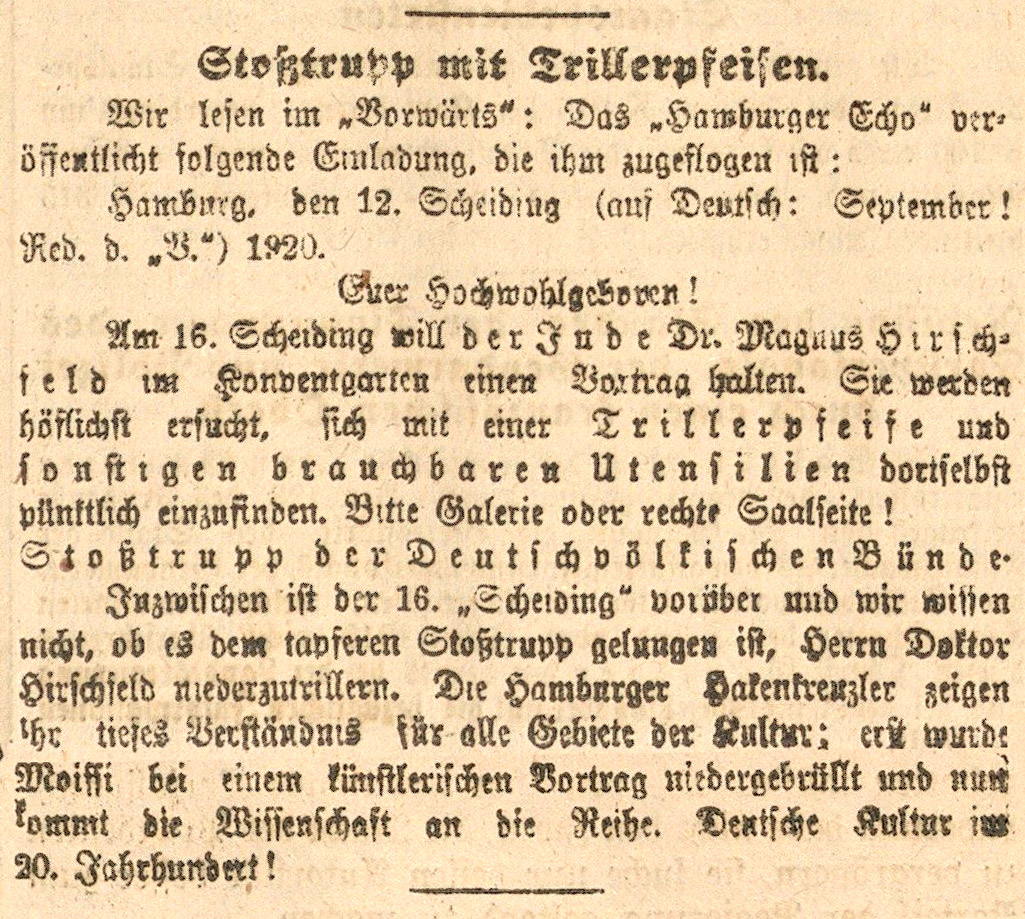
Wiener Morgenzeitung
20. September 1920

Im Ersten Weltkrieg arbeitete Hirschfeld unter anderem als Arzt für Kriegsgefangene im Auftrag des Roten Kreuzes. In dieser Zeit verfasste er sein wohl bedeutendstes sexologisches Werk, die dreibändige Sexualpathologie (1917–1920 erschienen).
1918 richtete er die Dr. Magnus-Hirschfeld-Stiftung ein. Diese war Grundlage für eine weitere Pionierleistung von ihm, die Gründung und Ausstattung der weltweit ersten Einrichtung für Sexualforschung – das von ihm geleitete Institut für Sexualwissenschaft in Berlin. Hirschfeld eröffnete es am 6. Juli 1919 mit dem Dermatologen Friedrich Wertheim und dem Nervenarzt und Psychotherapeuten Arthur Kronfeld, der das wissenschaftliche Eröffnungsreferat hielt.
Im gleichen Jahr war Hirschfeld Berater und Mitwirkender im ersten Film über Homosexualität der Filmgeschichte, Anders als die Andern von Richard Oswald. Hierin spielte er mehr oder weniger sich selbst als einen Arzt, der vermittelt, dass Homosexualität keine Krankheit ist.
1921 organisierte das Institut die „Erste internationale Tagung für Sexualreform auf sexualwissenschaftlicher Grundlage“, an der namhafte Sexualwissenschaftler teilnahmen, die linksliberal orientiert waren und gegen einen bevormundenden Staat in Fragen der Sittlichkeit eintraten. Ihnen war die Überzeugung gemeinsam, dass Sexualwissenschaft die Grundlage für gesellschaftliche Reformen schaffen würde. Hirschfeld gehörte außerdem der Leitung von Adolf Kochs um 1923 gegründetem Institut für Freikörperkultur an.

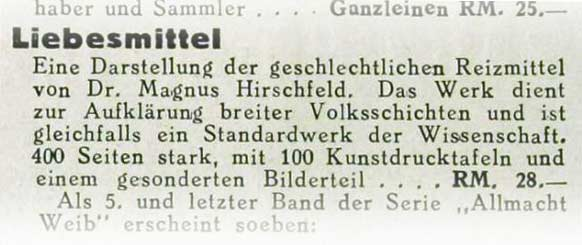
Kleinanzeige für Hirschfelds Sexualkundebuch, 1930

Auf dem zweiten Kongress, der 1928 in Kopenhagen stattfand, wurde die „Weltliga für Sexualreform“ gegründet, die den Berliner Kongress als ihren ersten zählte und weitere Kongresse in London (1929), Wien (1930) und Brünn (1932) durchführte. Das Zentralbüro hatte seinen Sitz im Institut für Sexualwissenschaft. Im Jahr 1935 wurde die „Weltliga für Sexualreform“ aufgelöst; die besonders aktive englische Sektion arbeitete unter dem Namen Sex Education Society weiter. Neben Magnus Hirschfeld waren aus dem deutschsprachigen Raum auch der Schweizer Psychiater Auguste Forel und der österreichische Soziologe und Ehrenpräsident des Monistenbundes Rudolf Goldscheid in der Weltliga engagiert. 
Nach einem Vortrag Hirschfelds in München am 4. Oktober 1920 wurden er und ein Bekannter von mehreren Männern verfolgt und beleidigt. In der Brienner Straße wurden sie mit Steinen beworfen und mit Gummiknüppeln geschlagen. Hirschfeld brach schließlich Ecke Eschenallee bewusstlos zusammen. Da das Berliner Nachrichtenbüro „Dena“ die Nachricht vom angeblichen Tod Hirschfelds ins In- und Ausland telegrafierte, erschienen in vielen Zeitungen Meldungen dazu. Hirschfeld selbst erfuhr davon am Morgen des 12. Oktober durch die Leipziger Neuesten Nachrichten, was er mit einem gewissen Humor gegenüber der „Dena“ richtigstellte: Er lebe und hoffe, dass er erst dann sterben werde, wenn er seine Gegner „von der Richtigkeit meiner Anschauung und der Notwendigkeit meiner Lebensarbeit überzeugt habe, was wohl noch eine geraume Zeit in Anspruch nehmen wird“. Er blieb auch später das Ziel nationalsozialistischer Hetzkampagnen, besonders im Stürmer, und seine Vorträge wurden zunehmend von Schlägertrupps gestört. 1926 reiste er auf Einladung der Regierung der UdSSR nach Moskau und Leningrad. Er blieb ein besonderes Feindbild für die Nationalsozialisten (obwohl einige davon sogar seine Patienten waren) und konnte sich schon 1930 seines Lebens nicht mehr sicher fühlen. So nahm er 1931 eine Einladung zu Vorträgen in die Vereinigten Staaten an und reiste anschließend hochgeehrt durch Nordamerika, Asien und Nordafrika.

### Ab 1932
Auf Grund von Warnungen betrat er nie mehr deutschen Boden, sondern blieb im Exil, zunächst in Zürich und Ascona in der Schweiz, dann in Paris und Nizza.

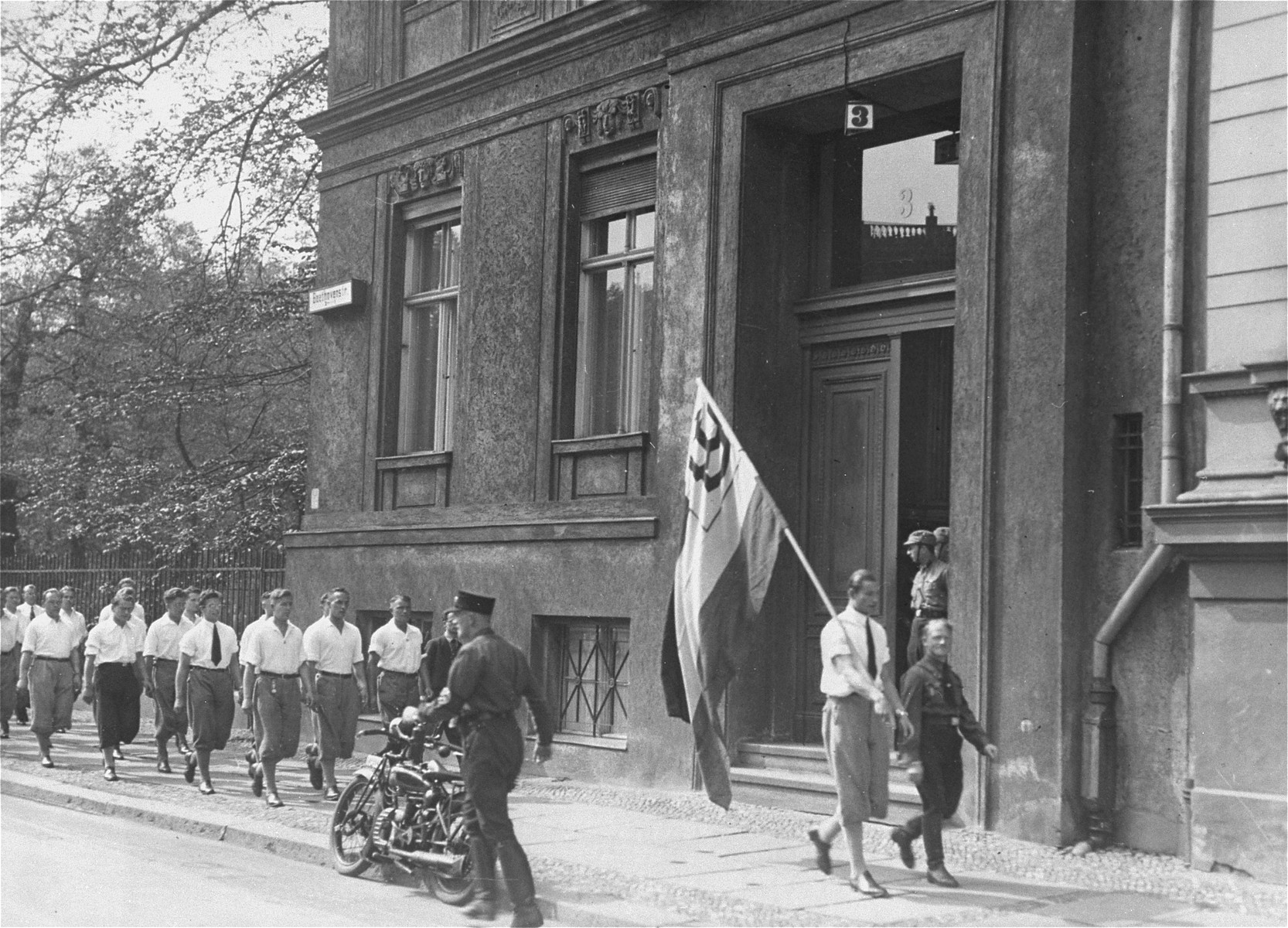
Aufmarsch von NS-Studenten vor dem Institut für Sexualwissenschaft unmittelbar vor dessen Plünderung und Zerstörung am 6. Mai 1933

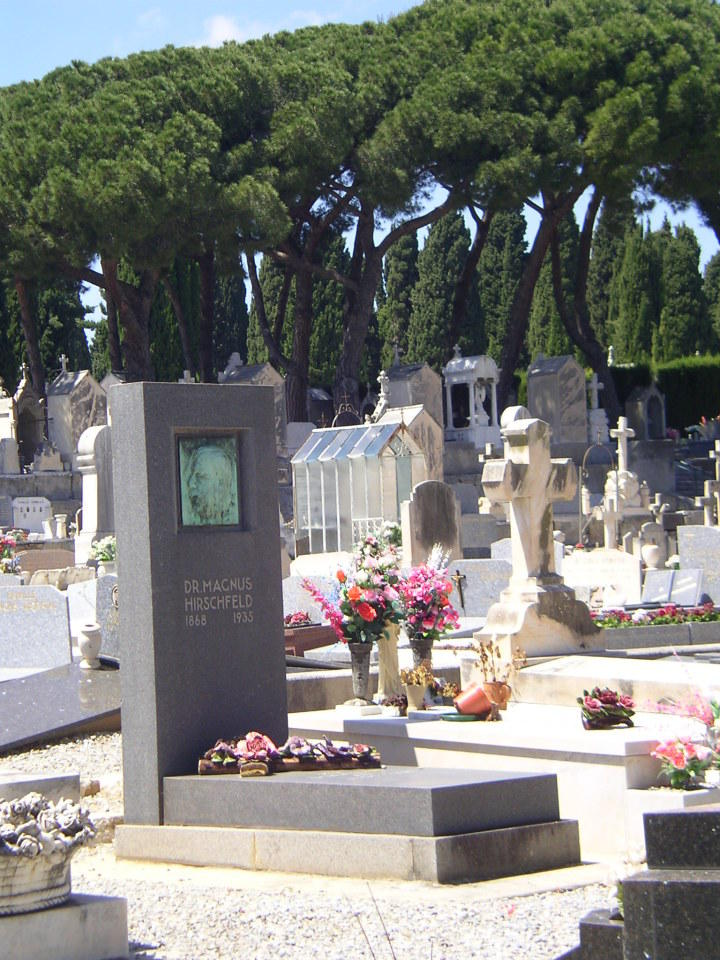
Grabstelle von Magnus Hirschfeld auf dem Friedhof La Caucade in Nizza, Bronzeplakette von Arnold Zadikow

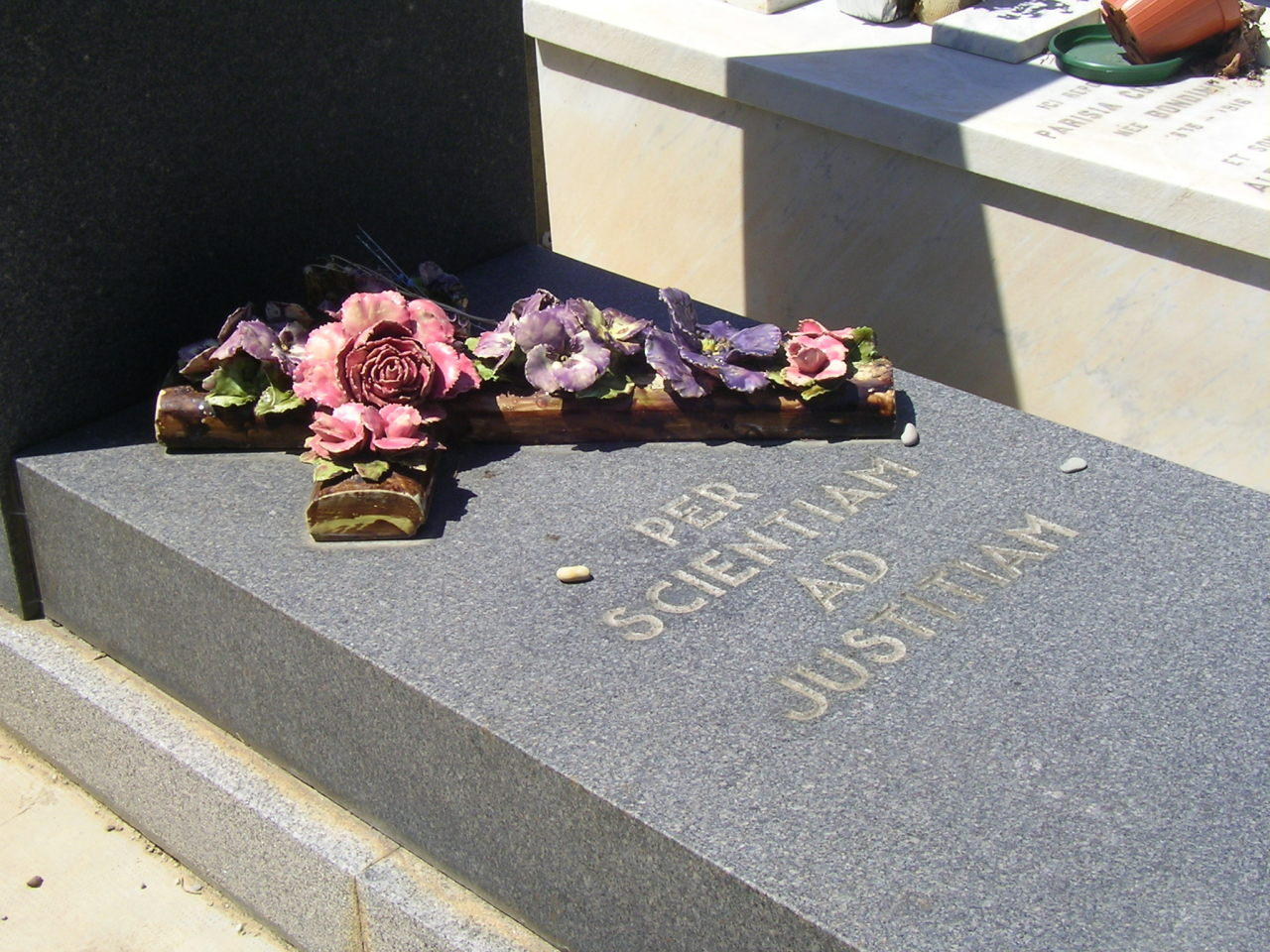
Per scientiam ad justitiam

1933 wurde die Schließung des Instituts für Sexualwissenschaft durch die Nationalsozialisten angeordnet, das Institut ab dem 6. Mai 1933 von Studenten der Deutschen Hochschule für Leibesübungen, Funktionäre und Mitglieder der NS-Organisation Deutsche Studentenschaft, geplündert und zerstört. Die Institutsbibliothek landete zusammen mit einer Büste Magnus Hirschfelds im Feuer der Bücherverbrennung auf dem Berliner Opernplatz, dem heutigen Bebelplatz. Ludwig Levy-Lenz, ein Arzt, der im Institut für Sexualwissenschaft bis 1932 praktizierte, nahm als Grund für die Zerstörung des Instituts an, dass dort auch viele Nationalsozialisten behandelt worden waren und die Aufzeichnungen des Instituts Dinge enthielten, deren Bekanntwerden der nationalsozialistischen Führung hätte schaden können. Für diese Vermutungen konnten bisher keine Belege gefunden werden. Hirschfelds Publikationen wurden in einer Richtlinie zur „Säuberung“ von Bibliotheken beispielhaft als zu entfernende „volks- und rassezerstörende“ Schriften aufgeführt.
In Paris scheiterte der Versuch Hirschfelds, mit dem Arzt Edmond Zammert ein neues Institut (Institut des sciences sexologiques) zu gründen. 1934 siedelte er nach Nizza über, wo er 1935 an seinem 67. Geburtstag starb. Auf seinem Grabstein in Nizza steht sein Lebensmotto: Per scientiam ad justitiam (deutsch „durch Wissenschaft zur Gerechtigkeit“).
Im berühmten Lokal „Eldorado“, das von vielen Transvestiten besucht wurde und in dem auch ‚Damenimitatoren‘ auftraten, war Hirschfeld wohlbekannt und wurde „Tante Magnesia“ genannt. Nach seinem Tod gab es unbelegte Gerüchte, dass er selbst Transvestit gewesen sei.

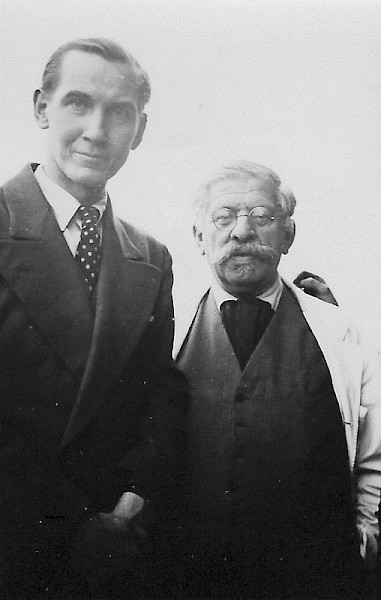
Karl Giese und Magnus Hirschfeld

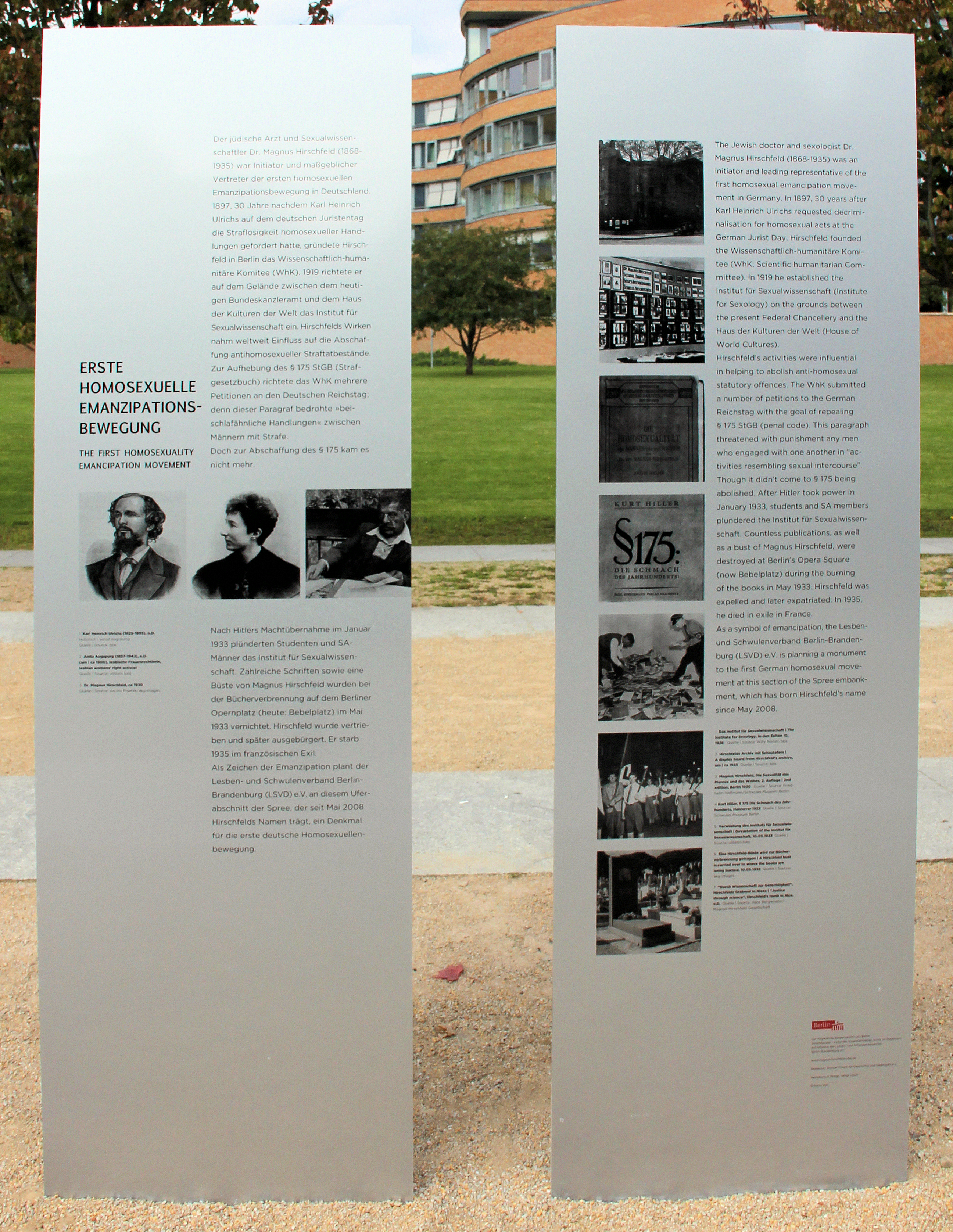
Gedenktafel am Magnus-Hirschfeld-Ufer in Berlin-Moabit

Hirschfeld verfasste zwischen 1933 und 1934 eine Analyse und Widerlegung der nationalsozialistischen Rassendoktrin, die postum 1938 in englischer Übersetzung unter dem Titel Racism veröffentlicht wurde. Diese Arbeit ist eine der ersten, die den Begriff Rassismus nutzt. Rassismus diene als Sicherheitsventil gegen ein nationales Katastrophengefühl und scheine für die Wiederherstellung der Selbstachtung zu sorgen, zumal er sich gegen einen leicht erreichbaren und wenig gefährlichen Feind im eigenen Land richte und nicht gegen einen achtenswerten Feind jenseits der nationalen Grenzen. Dem Konzept der „Rasse“ konnte Hirschfeld nichts abgewinnen, was von wissenschaftlichem Wert wäre; stattdessen empfahl er die Streichung des Ausdrucks, „soweit damit Unterteilungen der menschlichen Spezies gemeint sind“.

### Spätes Privatleben und Erbnachlass
Anfang der 1920er-Jahre lernte Hirschfeld bei einem Vortrag Karl Giese kennen, der mit ihm seitdem zusammenlebte und im Archiv von Hirschfelds Institut arbeitete. 1931 traf er in Shanghai seinen zweiten Geliebten, den 23-jährigen Medizinstudenten Tao Li (geboren 1907), dessen eigentlicher Name Li Shiu Tong war.
Hirschfeld lebte bis zu seinem Tod mit seinen beiden Geliebten in einer Ménage à trois in der Schweiz und in Frankreich. Zwei Monate zuvor hatte er beide zu seinen alleinigen Erben eingesetzt, und zwar mit der ausdrücklichen Auflage, ihren Erbteil nicht zum persönlichen Gebrauch zu verwenden, sondern lediglich für die Zwecke der Sexualwissenschaft. Dabei wurden Karl Giese die Bibliothek und diejenigen Gegenstände zugesprochen, die aus dem Institut „mit seiner Hilfe aus Deutschland gerettet“ worden waren. Karl Giese nahm sich im März 1938 in Brünn das Leben. Sein Erbe, der Rechtsanwalt Karl Fein, wurde 1942 vom NS-Regime deportiert und ermordet. Seitdem sind sein Besitz und auch das hirschfeldsche Erbe verschollen.
Li Shiu Tong, der Hirschfeld im Exil mit seinem Vermögen unterstützt hatte, erhielt Wertpapiere, Bücher und persönliche Aufzeichnungen Hirschfelds. Er starb am 5. Oktober 1993 in Vancouver. Ein Teil seines Erbes, darunter ein tagebuchartiges „Testament“ der Jahre 1929 bis 1935, gelangte 2003 in den Besitz der Magnus-Hirschfeld-Gesellschaft. Ein weiterer Teil befindet sich im Besitz der Erben von Li.
2010 wurde ein weiterer Teil persönlicher Dokumente (z. B. Briefe) entdeckt: Ein Großneffe Hirschfelds, Ernst Maass (1914–1975), der sich um dessen Bestattung gekümmert hatte, hatte sie an sich genommen. Sein Sohn Robert aus New York City überließ 2011 einen umfangreichen Teil ebenfalls der Magnus-Hirschfeld-Gesellschaft.

## Bedeutung
Als einer der maßgeblichen Pioniere der am Ende des 19. Jahrhunderts in Europa und Nordamerika entstehenden Sexualwissenschaft skizzierte Hirschfeld bereits in seiner ersten sexologischen Veröffentlichung Sappho und Sokrates oder Wie erklärt sich die Liebe der Männer und Frauen zu Personen des eigenen Geschlechts? (1896) einen wichtigen Beitrag zur neuen Wissenschaft: die Lehre von den sexuellen Zwischenstufen. Sie bedeutete eine Transformation der allseits akzeptierten binären Geschlechterordnung hin zu einer radikal individualisierten Sicht: Alle Männer und Frauen sind demnach einzigartige unwiederholbare Mischungen männlicher und weiblicher Eigenschaften. Diese Zwischenstufenlehre diente Hirschfeld als Grundlage seiner Sexualpolitik, die die Emanzipation der sexuellen Minderheiten von staatlicher Verfolgung und gesellschaftlicher Ächtung, „die volle Verwirklichung der sexuellen Menschenrechte“ weltweit zum Ziel hatte. Er spielte eine zentrale Rolle in der Geschichte der Homosexuellenbewegung. Heinz-Jürgen Voß sieht in seinen sexualpädagogischen Schriften - insbesondere im Band Sexualerziehung, den er gemeinsam mit Ewald Bohm verfasste – eine frühe „Sexualpädagogik der Vielfalt“.

## Betätigungsfelder

### Theorie vom „dritten Geschlecht“ und Lehre von den „Zwischenstufen“

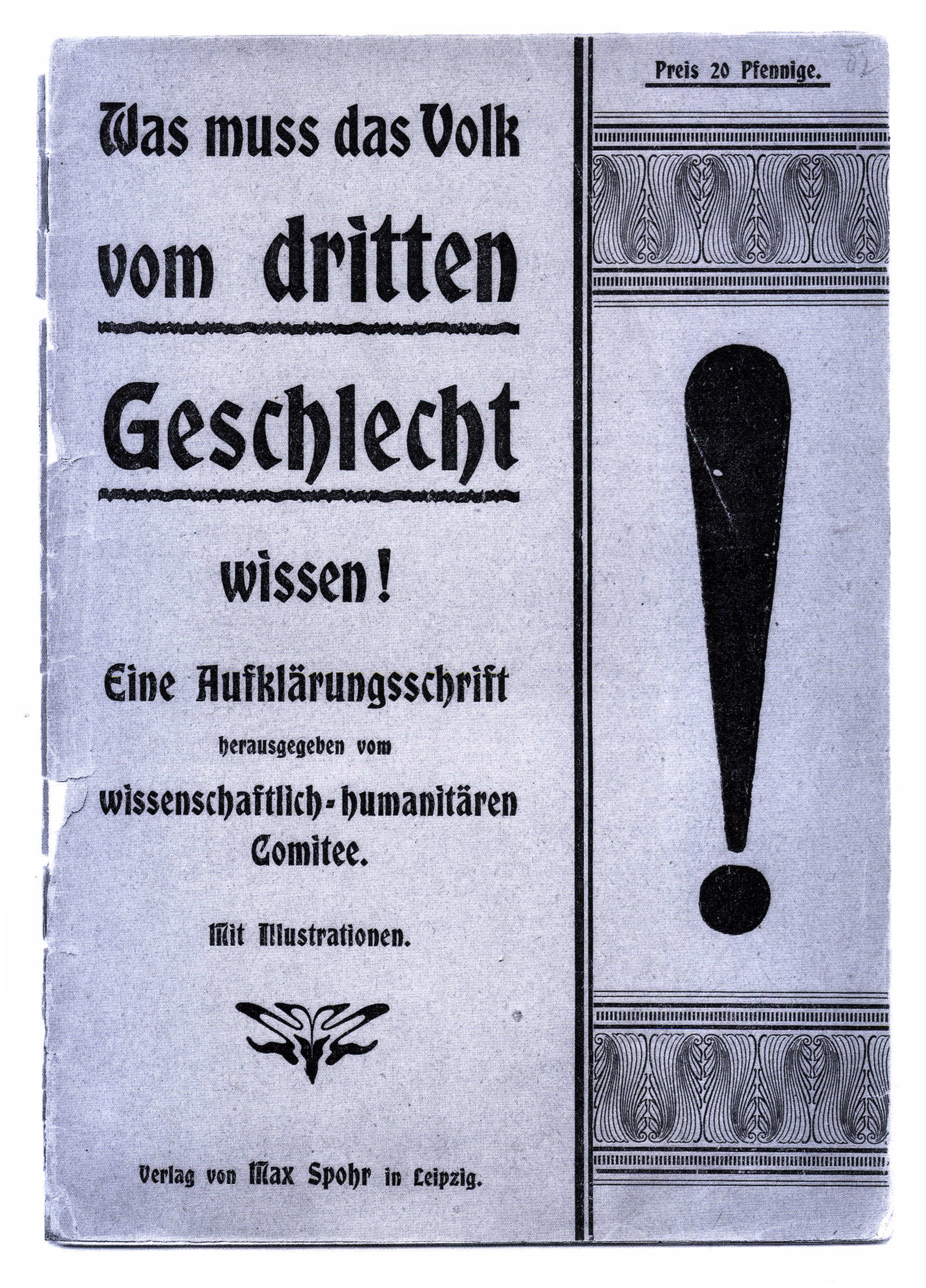
Aufklärungsschrift, 1901

Benedict Friedlaender stellte 1904 die These auf, Hirschfeld habe mit seiner Zwischenstufenlehre Karl Heinrich Ulrichs’ Urningstheorie fortgeschrieben. Sie wurde von Sigmund Freud in diversen Polemiken gegen Hirschfeld aufgegriffen und über Jim Steakley in die heutige Queer-Theory importiert.
Tatsächlich hat Hirschfeld Ulrichs These von einem „dritten Geschlecht“, die gegen Ende des 19. Jahrhunderts mit naturwissenschaftlichen Daten zur embryonalen Entwicklung unterfüttert worden war, mit neueren Forschungsmethoden weiter ausgearbeitet. In seinem Buch Geschlechtsübergänge (1905) versuchte er Gesetzmäßigkeiten für die Häufigkeit geschlechtlicher „Abweichungen“ aufzustellen. Erst 1910 übernahm er von der Rezeption seiner Forschung den Begriff „Zwischenstufentheorie“. Er erachtete sie jedoch nicht als Theorie, sondern als „Einordnungsprinzip“. Hirschfeld schrieb 1914: „Wir verstehen unter sexuellen Zwischenstufen Männer mit weiblichen und Frauen mit männlichen Einschlägen.“ „Zwischenstufen“ von Frauen und Männern, die er an körperlichen Merkmalen, Charakter und Begehren einer Person festmachte, sind für Hirschfeld angeboren und unveränderlich, geschlechtlich gemischte Typen, von denen er 81 Grundtypen ausmachte, seien die Regel. Homosexualität liegt demnach in einem erweiterten Normalitätsspektrum. Er popularisierte die Theorie von Homosexuellen als einem „dritten Geschlecht“ mit Aufklärungsschriften und in Vorträgen und setzte sie im Kampf gegen den § 175 ein.
Obwohl traditionelle Vorstellungen vom Wesen einer idealen Männlichkeit und idealen Weiblichkeit die Bezugsgrößen für die Zwischentypen waren, lehnte Hirschfeld antifeministische Tendenzen innerhalb der Homosexuellen-Emanzipation, die sich um die 1896 von Adolf Brand gegründete Zeitschrift Der Eigene sammelte, ab. Das machte eine punktuelle Kooperation des Wissenschaftlich-humanitären Komitees mit der Frauenbewegung möglich, insbesondere ihres bürgerlich-radikalen Flügels, wie der Stimmrechtsbewegung um Helene Stöcker, Anita Augspurg u. a.
Hirschfelds Lehre von den Zwischenstufen wurde in der Rezeption fälschlich auf eine Theorie der Homosexualität reduziert. Vielmehr könne sie als ein „Plädoyer für die Verschiedenheit der Menschen“ gelesen werden (Seeck, Dannecker). Sie ziele darauf ab, von den gesellschaftlichen Geschlechternormen abweichende körperliche oder psychische Ausprägungen zu entpathologisieren.
2011 unternahm Manfred Herzer einen Versuch, die Zwischenstufenlehre als ideologischen Ausdruck der Entwicklung der Individualität in der kapitalistischen Gesellschaftsformation zu deuten.

### Eugenik
In einem Aufsatz von 1983 problematisierte Volkmar Sigusch die Rolle von Forel und Hirschfeld für die eugenische NS-Politik. Die Kritik führte zu einer kontrovers geführten Diskussion und einer genaueren Auseinandersetzung mit Hirschfelds Schriften. Sigusch schrieb in einem Aufsatz von 1995, Hirschfeld sei kein Vordenker der Eugenik und erst recht kein „geistiger Vorläufer des Faschismus“ gewesen. Es gehe darum, schreibt Sigusch, „dass der Menschenfreund Hirschfeld, […] der ein Gegner des Nationalsozialismus war, zusammen mit anderen sexologischen Eugenikern theoretisch nicht gewappnet war, den Diskurs, den die Nazis aufgriffen und nutzten, kritisch zu reflektieren und ihm damit „geistig“ zu widersprechen“.
Hirschfeld popularisierte die Verbindung von Sexualwissenschaft und Eugenik, eine Auffassung, die von Sexualreformern wie Iwan Bloch, Auguste Forel u. a. geteilt wurde. Er bediente sich dabei eines zu der Zeit üblichen Sprachgebrauchs, der heute an den Nazi-Jargon erinnert. 1913 fügte die Gesellschaft für Sexualwissenschaften an ihren Namen und Eugenik an. Es galt als vernünftig und fortschrittlich, mit den aus der Biologie gewonnenen Erkenntnissen die Fortpflanzung zu regulieren, um „Degeneration“ zu vermeiden. Hirschfeld wollte dies über Aufklärung, Verhütung und Legalisierung des Schwangerschaftsabbruchs auf freiwilliger Basis erreichen, nicht durch Zwangsmaßnahmen, wie ihm fälschlich vorgeworfen wurde. Zwangskastration erachtete er in bestimmten Situationen, wie bei schweren sexuellen Straftaten, für sinnvoll. Zwangssterilisation solle als eugenisch vorbeugende Maßnahme erlaubt sein können bei Menschen, die „geistig so verblödet sind, daß sie außer Stande sind über sich selbst zu verfügen“.
Eugenisch begründete Euthanasie der NS-Rassenhygiene lehnte er entschieden ab. Als 1934 das NS-Gesetz zur Verhütung erbkranken Nachwuchses verabschiedet wurde, befand sich Hirschfeld im Exil. Er hielt an der Vision der „Höherzüchtung der Menschen“, die durch die Eugenik bezweckt werde, fest, wies aber in einer Aufsatzreihe (darunter: Phantom Rasse. Ein Hirngespinst als Weltgefahr) in der pazifistisch ausgerichteten Prager Zeitschrift Die Wahrheit 1934/1935 auf die Gefahren des „Missbrauchs“ durch die Nationalsozialisten hin. Hirschfeld hat seine eugenische Vision nie mit Rassismus verbunden. Schon in seinem fünfbändigen Werk Geschlechtskunde (1926–1930) hatte er das um sich greifende „Schwärmen für Rassenreinheit“ kritisiert. In der posthum erschienenen Aufsatzsammlung Racism proklamierte er entgegen der Nazi-Ideologie die Vorteile der Rassenmischung.
Martin Danneckers Kritik (1983), Hirschfelds Zwischenstufentheorie habe den eugenischen „Wahn“ genährt, wird von Heinz-Jürgen Voß (2014) als „Verdrehung der Geschichte“ zurückgewiesen. Vielmehr hätte sich Das Schwarze Korps gegen das von Ulrichs und Hirschfeld zu Grunde gelegte sexualbiologische Erklärungsmodell der Homosexualität gewandt und betont, dass Homosexualität erworben sei und es darum ginge, Menschen mit erzieherischen Mitteln davon zu „befreien“. (Siehe auch: Homosexualität in Deutschland#Zeit des Nationalsozialismus)

## Nachruhm
Das lila Lied
Das lila Lied, die erste Hymne der Homosexuellenbewegung aus dem Jahr 1920, ist „[d]em unermüdlichen Forscher und Freund Herrn Sanitätsrat Dr. Magnus Hirschfeld zugeeignet.“ Die Hymne hatte bei ihrem Debüt erstaunlichen Erfolg. Neuere Versionen der Hymne entstehen bis heute.
Magnus-Hirschfeld-Gesellschaft
1982 wurde in West-Berlin die Magnus-Hirschfeld-Gesellschaft von einer kleinen Gruppe von Schwulen und Lesben mit starkem historischen Interesse gegründet. Die Initiative entstand aus den Bemühungen, dass bei den bevorstehenden Veranstaltungen zur 50-jährigen Wiederkehr der Machtergreifung 1933 nicht wieder die Opfergruppe der Homosexuellen weggelassen wird. Des Weiteren sollte wieder ein Institut für Sexualwissenschaft eingerichtet werden, um sich kritisch mit Hirschfelds Arbeiten zu beschäftigen, die sich auch mit Empfängnisverhütung, Sterilisation, Bekämpfung von Geschlechtskrankheiten oder Bevölkerungspolitik befassten. Mit der Zeit wurden auch andere historische Themen bearbeitet.
Vom 7. Mai bis 14. September 2008 zeigte das Berliner Medizinhistorische Museum der Charité eine Ausstellung der Magnus-Hirschfeld-Gesellschaft mit dem Titel Sex brennt. Magnus Hirschfelds Institut für Sexualwissenschaft und die Bücherverbrennung.
Magnus-Hirschfeld-Centrum
Das 1983 eröffnete Magnus-Hirschfeld-Centrum (mhc) in Hamburg als Zentrum für Beratung, Kommunikation, Kultur und Jugend ist heute eine von mehreren Einrichtungen der Schwulen- und Lesbenszene der Stadt.
magnus-Magazin
Ein von 1989 bis 1996 erschienenes schwules Magazin gab sich den Namen magnus.
Magnus-Hirschfeld-Medaille
Seit 1990 wird von der Deutschen Gesellschaft für Sozialwissenschaftliche Sexualforschung die Magnus-Hirschfeld-Medaille für besondere Verdienste um Sexualwissenschaft und Sexualreform verliehen.
Magnus-Hirschfeld-Archiv
1994 gründete Erwin J. Haeberle am Robert Koch-Institut in Berlin das Magnus-Hirschfeld-Archiv für Sexualwissenschaft, das seit 2001 an der Humboldt-Universität weitergeführt wird.
Film über Hirschfeld
Der Regisseur, Wegbereiter und Mitbegründer der modernen deutschen Lesben- und Schwulenbewegung Rosa von Praunheim verfilmte Hirschfelds Leben unter dem Titel Der Einstein des Sex (1999), durch den der in Vergessenheit geratene Pionier der Sexualaufklärung Hirschfeld wieder in das öffentliche Bewusstsein rückte.
Hirschfeld-Eddy-Stiftung
Hirschfeld und Fannyann Eddy zu Ehren wurde eine im Juni 2007 gegründete Stiftung Hirschfeld-Eddy-Stiftung benannt. Das solle zum Ausdruck bringen, dass der Kampf für die Menschenrechte sexueller Minderheiten in Europa begonnen hat, heute aber auf allen Kontinenten stattfindet. Die Stiftung will unter dem Motto „Kein Knast für Liebe!“ international Menschenrechtsarbeit unterstützen.

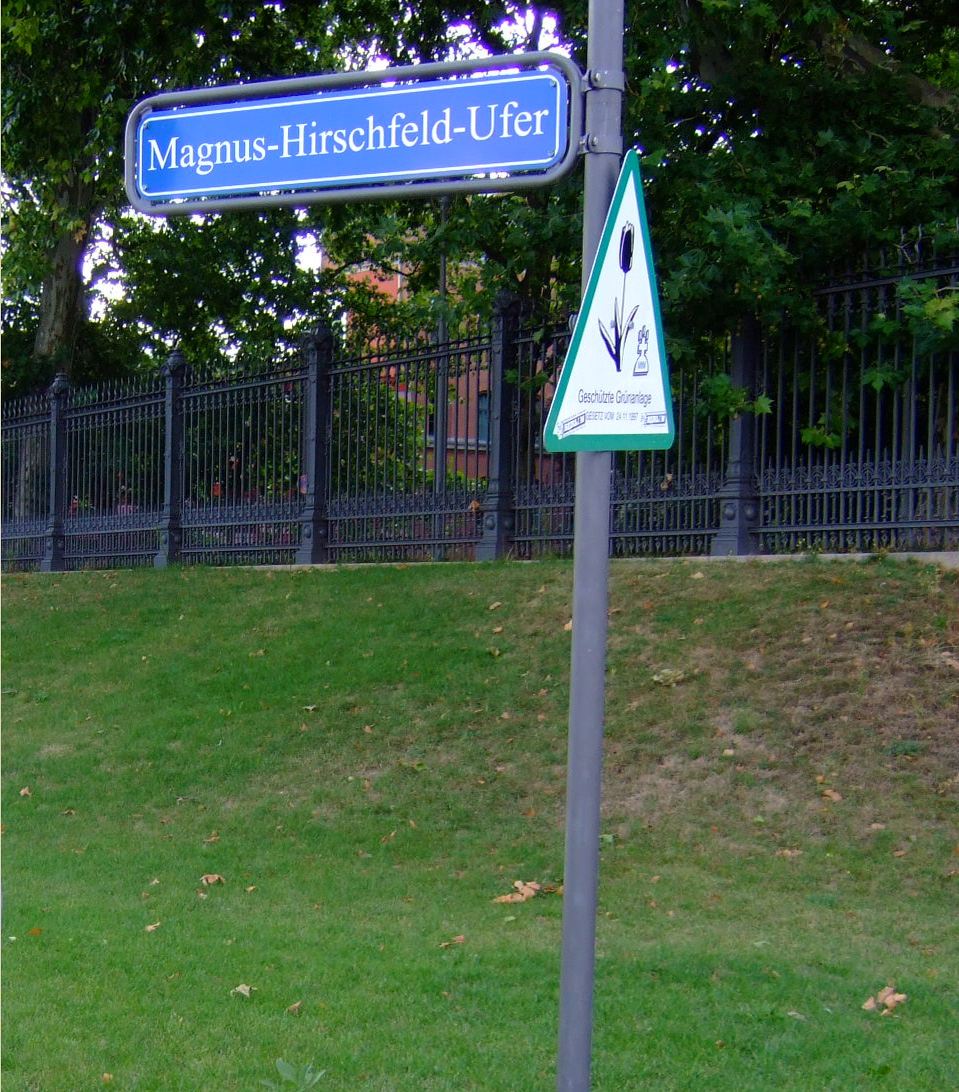
Magnus-Hirschfeld-Ufer in Berlin-Tiergarten

Straßennamen, Platznamen und Denkmale
Berlin
1995 wurde in Charlottenburg an der Otto-Suhr-Allee 93 eine Magnus-Hirschfeld-Gedenkstele mit Porträtrelief und Inschrift am Rande des Bürgersteigs aufgestellt.
Auf Initiative des Lesben- und Schwulenverbands wurde an der Spree, schräg gegenüber vom Bundeskanzleramt und in der Nähe des früheren Wohnortes, am 6. Mai 2008 die Promenade zwischen Moltke-Brücke und Kanzlergarten Magnus-Hirschfeld-Ufer genannt. Am 7. September 2017 wurde ebenfalls auf Initiative des Lesben- und Schwulenverbands ein Denkmal für die erste homosexuelle Emanzipations-Bewegung am Berliner Spreeufer zwischen der Luther- und Moltkebrücke eröffnet.
Auch in anderen Städten wurden Straßen nach ihm benannt.
Nürnberg
In Nürnberg wurde 2019 zu Ehren Magnus Hirschfelds der Platz am Sterntor nach ihm benannt. An diesem befindet sich 2013 auch der Gedenkort für homosexuelle Opfer des NS-Regimes, der 2020 neben der bereits bestehenden Gedenkstele und einem Gedenkstein um eine Regenbogenbank sowie weitere Gedenksteine ergänzt und durch eine Neugestaltung aufgewertet wurde.
Bundesstiftung Magnus Hirschfeld
2011 gründete die deutsche Bundesregierung die Bundesstiftung Magnus Hirschfeld, die dazu beitragen soll, die Diskriminierung von homosexuellen und transidenten Menschen abzubauen.
Erwähnung in Filmserie
Die zweite Staffel der Amazon-Spielfilmserie Transparent beinhaltet eine Reihe von Auftritten Hirschfelds, gespielt von Bradley Whitford.

## Veröffentlichungen (Auswahl)

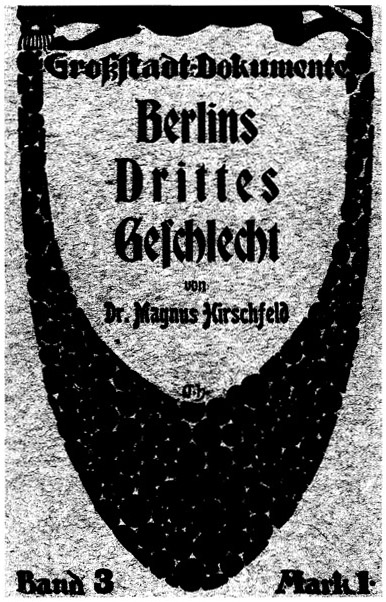
Berlins Drittes Geschlecht, H. Seemann, Berlin u. Leipzig 1904

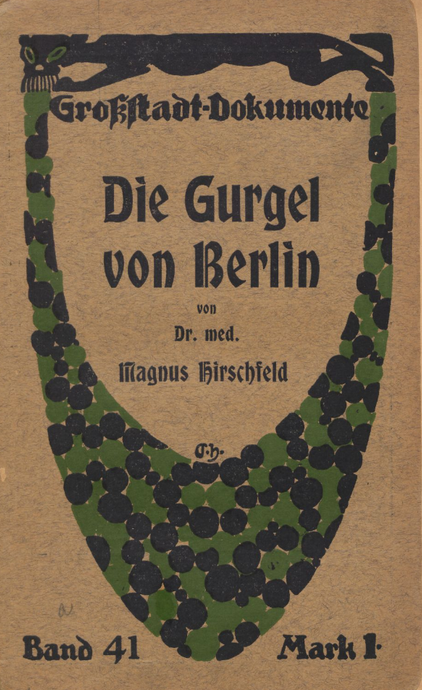
Die Gurgel von Berlin, H. Seemann, Berlin u. Leipzig 1905.

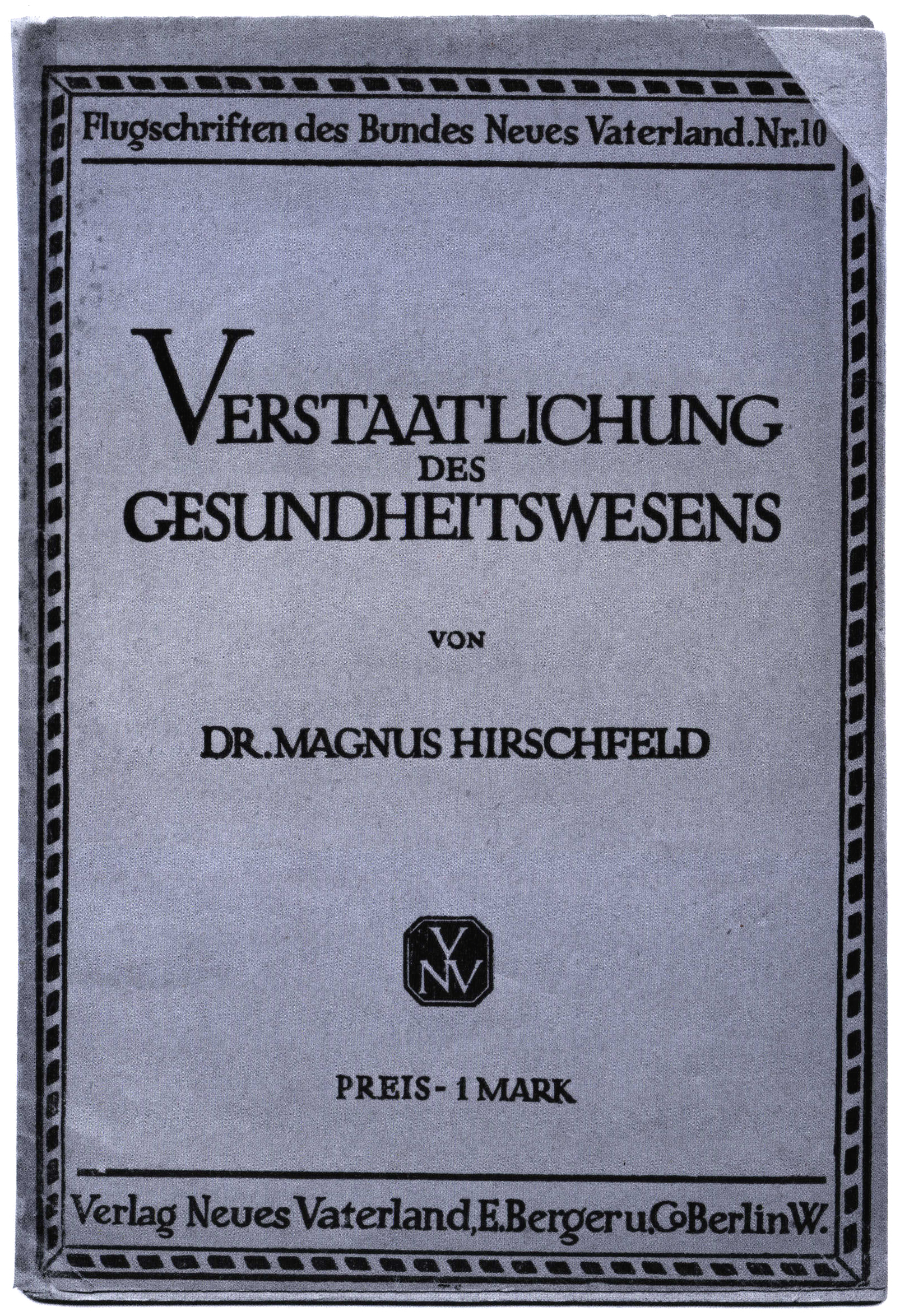
Die Verstaatlichung des Gesundheitswesens, Berlin 1919

- Sappho und Sokrates. Verlag Max Spohr, Leipzig 1896 (unter dem Pseudonym „Th. Ramien“)
- Naturheilmethode und Socialdemokratie. In: Hausdoctor. Band 8, 1897, S. 249–251.
- § 175 des Reichsstrafgesetzbuches: die homosexuelle Frage im Urteile der Zeitgenossen. Spohr, Leipzig 1898 (Digitalisat)
- Was muss das Volk vom Dritten Geschlecht wissen! Verlag Max Spohr, Leipzig 1901
leicht verständlich geschriebene Aufklärungsschrift, die in hoher Auflage und zu geringem Preis die Ziele des Whk darstellt.
- Der urnische Mensch. Max Spohr, Leipzig 1903 (Online in der Google-Buchsuche-USA)
- Berlins Drittes Geschlecht. H. Seemann, Berlin/Leipzig 1904; Nachdruck: Verlag Rosa Winkel, 1991, ISBN 3-921495-59-8
28. Auflage im Jahre 1908.
frz. Übersetzung: Les homosexuels de Berlin. Le troisième sexe. Paris 1908.
russ. Übersetzung: Третій полъ Берлина. St. Petersburg 1908 * Magnus Hirschfeld, Berlins Drittes Geschlecht. 1904 (bei Projekt Gutenberg-DE)
- Die Gurgel Berlins. H. Seemann, Berlin/Leipzig 1905 – Redigierte Neuauflage: worttransport.de Verlag, Berlin 2016. ISBN 978-3-944324-70-8
- Geschlechtsübergänge. Verlag der Monatsschrift für Harnkrankheiten und sexuelle Hygiene, W. Malende, Leipzig [1905]. 2. Aufl.: Verlag Max Spohr, Leipzig 1913
- Vom Wesen der Liebe. Zugleich ein Beitrag zur Lösung der Frage der Bisexualität. Verlag Max Spohr, Leipzig 1906.
- Die Transvestiten: Eine Untersuchung über den erotischen Verkleidungstrieb, mit umfangreichem kasuistischem und historischem Material. Verlag Alfred Pulvermacher, Berlin 1910.
- Naturgesetze der Liebe: Eine gemeinverständliche Untersuchung über den Liebeseindruck, Liebesdrang und Liebesausdruck. Verlag „Wahrheit“ Ferdinand Spohr, Leipzig 1914 (Onlinetext im Internet Archive)
- Die Homosexualität des Mannes und des Weibes. Verlag Louis Marcus, Berlin 1914 (Onlinetext im Internet Archive)
- Warum hassen uns die Völker? A. Marcus & E. Weber, Bonn 1915.
- Kriegspsychologisches. A. Marcus & E. Weber, Bonn 1916.
- Sexualpathologie. Ein Lehrbuch für Ärzte und Studierende. Bonn 1917–1920.
  - Band I: Geschlechtliche Entwicklungsstörungen mit besonderer Berücksichtigung der Onanie.
  - Band II: Sexuelle Zwischenstufen. Das männliche Weib und der weibliche Mann.
  - Band III: Störungen im Stoffwechsel mit besonderer Berücksichtigung der Impotenz.
- Die Verstaatlichung des Gesundheitswesens. Berlin 1919.
- Von einst bis jetzt: Geschichte einer homosexuellen Bewegung 1897–1922 (= Schriftenreihe der Magnus-Hirschfeld-Gesellschaft, Nr. 1). Verlag rosa Winkel, Berlin 1986 (Nachdruck einer Artikelserie Magnus Hirschfelds für die Berliner Schwulenzeitschrift Die Freundschaft 1921/22)
- Sexualität und Kriminalität. Überblick über Verbrechen geschlechtlichen Ursprungs. Wien/Berlin/Leipzig/New York 1924.
- Paragraph 267 des Amtlichen Entwurfs eines Allgemeinen Deutschen Strafgesetzbuches „Unzucht zwischen Männern“ – Eine Denkschrift, gerichtet an das Reichsjustizministerium. Verlag Julius Püttmann, Stuttgart 1925.
- Geschlechtskunde, auf Grund dreissigjähriger Forschung und Erfahrung bearbeitet. Stuttgart 1926–1930.
  - Band I: Die körperlichen Grundlagen.
  - Band II: Folgen und Folgerungen.
  - Band III: Ausblicke.
  - Band IV: Bilderteil.
  - Band V: Register.
- Die Homosexualität. In: Leo Schidrowitz (Hrsg.): Sittengeschichte des Lasters. Die Kulturepochen und ihre Leidenschaften (= Sittengeschichte der Kulturwelt und ihrer Entwicklung in Einzeldarstellungen. Band 5). Verlag für Kulturforschung, Wien/Leipzig 1927, S. 253–318.
- Sittengeschichte des Weltkrieges. 2 Bände. Verlag für Sexualwissenschaft Schneider & Co., Leipzig/Wien 1930.
- Die Weltreise eines Sexualforschers. Bözberg-Verlag, Brugg 1933; Gekürzte Neuausgabe: Eichborn, Frankfurt a. M. 2006 (= Die Andere Bibliothek. Band 254), ISBN 3-8218-4567-8.
- Sex in Human Relationships. John Lane the Bodley Head, London 1935
- Racism. Victor Gollancz Ltd., London 1938
- Geschlechtsverirrungen. Ein Studienbuch – in erster Linie für Ärzte, Seelsorger und Pädagogen. Carl Stephenson Verlag, Flensburg, Zweite Auflage 1977.
„Die Kapitel 1, 2, 3, 4, 8, 9, 10, 11, 12, 13, 15, 16, 18, 21, 22, 23, 24 wurden von Hirschfeld in druckfertiger Form hinterlassen. Seine Schüler übernahmen dann die Beendigung der Arbeit als ein bescheidenes Erinnerungsmal für ihren großen Lehrer.“ (Zitiert aus dem Vorwort)

## Ehrung
Mit dem Erstausgabetag 12. Juli 2018 gab die Deutsche Post AG zum 150. Geburtstag Magnus Hirschfelds ein Postwertzeichen im Nennwert von 70 Eurocent heraus. Der Entwurf stammt von der Grafikerin Andrea Voß-Acker.

## Nachrufe
- Max Hodann. Magnus Hirschfeld zum Gedächtnis. In: Internationales ärztliches Bulletin, 2. Jg. (1935), Heft 5–6 (Mai–Juni), S. 73–76 Digitalisat